# Agkonia ovifera
Agkonia ovifera är en fjärilsart som beskrevs av Paul Dognin 1906. Agkonia ovifera ingår i släktet Agkonia och familjen björnspinnare. Inga underarter finns listade i Catalogue of Life.